# (1106) Cydonia
(1106) Cydonia és l'asteroide número 1106 situat en el cinturó principal. Va ser descobert per l'astrònom Karl Wilhelm Reinmuth des de l'observatori de Heidelberg, el 5 de febrer de 1929. La seva designació alternativa és 1929 CW. Està anomenat pel codonyer, un gènere de plantes de la família de les rosàcies.